# ژونتان زکی
ژونتان زکی (Jonathan Zaccaï) (زاده ۲۲ ژوئیه ۱۹۷۰ در بروکسل) بازیگر، کارگردان و فیلمنامه‌نویس اهل کشور بلژیک است.

## قسمتی از فیلمشناسی
- کنار دریا (۲۰۰۲)
- بازگشتگان (۲۰۰۴)
- ضربان قلب من متوقف شده‌است (۲۰۰۵)
- اتاق مرگ (۲۰۰۷)
- درس‌های خصوصی (۲۰۰۸)
- سپید همچون برف (۲۰۱۰)
- با عشق ... از عصر دلیل (۲۰۱۰)
- رابین هود (۲۰۱۰)
- اگر بمیری، می‌کشمت (۲۰۱۱)
- رمی بی‌کس (۲۰۱۸)
- کلاغ سفید (۲۰۱۸)
- حمام بزرگ (۲۰۱۸)

## جوایز
- جایزه ماگریت بهترین بازیگر مرد برای فیلم درس‌های خصوصی